# ۱۲۶۶ (میلادی)
۱۲۶۶ (میلادی) هزار ودویست و شصت و ششمین سال تقویم میلادی است.

## درگذشتگان
‎